# Vredesprijs van de Duitse Boekhandel

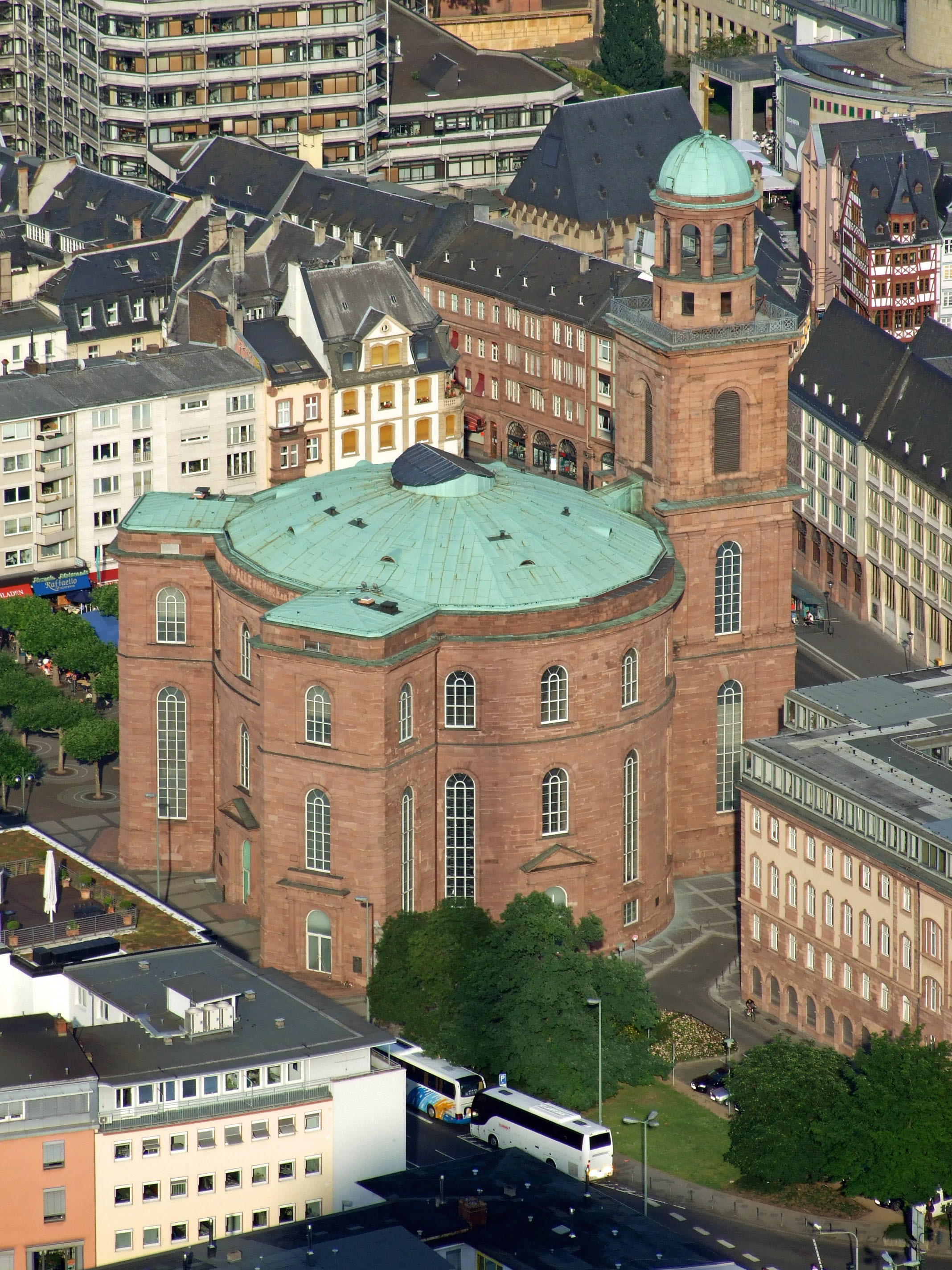
Paulskirche

De Friedenspreis des Deutschen Buchhandels (Vredesprijs van de Duitse Boekhandel) is een prestigieuze internationale vredesprijs. De onderscheiding wordt jaarlijks, ter gelegenheid van de Frankfurter Buchmesse, in de Pauluskerk te Frankfurt aan de Main aan personen verleend "die zich door literaire, wetenschappelijke en kunstzinnige activiteiten in onderscheidende mate verdienstelijk hebben gemaakt aan de verwerkelijking van de vredesgedachte".
De vredesprijs wordt door de Börsenverein des Deutschen Buchhandels verleend en omvat mede een prijsgeld van 25.000 euro. De huldiging in het kader van de grootste boekenbeurs ter wereld wordt omgeven met grote publiciteit.

## Ontvangers

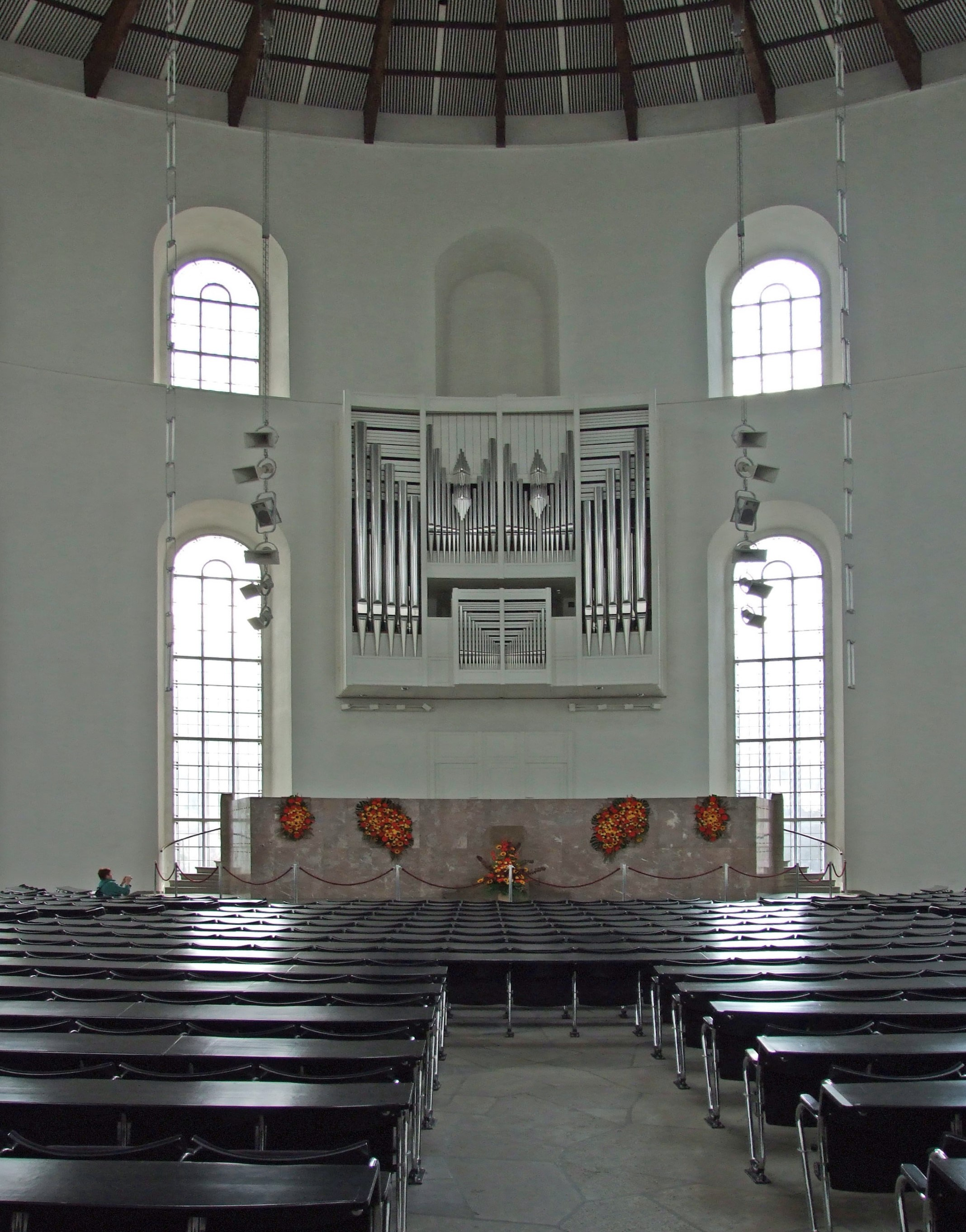
Interieur van de Paulskirche

### 2020
- 2024 - Anne Applebaum
- 2023 - Salman Rushdie
- 2022 - Serhi Zjadan
- 2021 - Tsitsi Dangarembga
- 2020 - Amartya Sen

### 2010–2019
- 2019 - Sebastião Salgado
- 2018 - Jan en Aleida Assmann
- 2017 - Margaret Atwood
- 2016 - Carolin Emcke
- 2015 - Navid Kermani
- 2014 - Jaron Lanier
- 2013 - Svetlana Aleksijevitsj
- 2012 - Liao Yiwu
- 2011 - Boualem Sansal
- 2010 - David Grossman

### 2000–2009
- 2009 - Claudio Magris
- 2008 - Anselm Kiefer
- 2007 - Saul Friedländer
- 2006 - Wolf Lepenies
- 2005 - Orhan Pamuk
- 2004 - Péter Esterházy
- 2003 - Susan Sontag
- 2002 - Astrid Lindgren
- 2001 - Jürgen Habermas
- 2000 - Assia Djebar

### 1990–1999
- 1999 - Fritz Stern
- 1998 - Martin Walser
- 1997 - Yaşar Kemal
- 1996 - Mario Vargas Llosa
- 1995 - Annemarie Schimmel
- 1994 - Jorge Semprún
- 1993 - Friedrich Schorlemmer
- 1992 - Amos Oz
- 1991 - György Konrád
- 1990 - Karl Dedecius

### 1980–1989
- 1989 - Václav Havel
- 1988 - Siegfried Lenz
- 1987 - Hans Jonas
- 1986 - Władysław Bartoszewski
- 1985 - Teddy Kollek
- 1984 - Octavio Paz
- 1983 - Manès Sperber
- 1982 - George F. Kennan
- 1981 - Lew Kopelew
- 1980 - Ernesto Cardenal

### 1970–1979
- 1979 - Yehudi Menuhin
- 1978 - Astrid Lindgren
- 1977 - Leszek Kolakowski
- 1976 - Max Frisch
- 1975 - Alfred Grosser
- 1974 - Frère Roger, prior van Taizé
- 1973 - Club van Rome
- 1972 - Janusz Korczak (postuum)
- 1971 - Marion Gräfin Dönhoff
- 1970 - Alva Myrdal en Gunnar Myrdal (samen)

### 1960–1969
- 1969 - Alexander Mitscherlich
- 1968 - Léopold Sédar Senghor
- 1967 - Ernst Bloch
- 1966 - Augustin Bea & W. A. Visser't Hooft (samen)
- 1965 - Nelly Sachs
- 1964 - Gabriel Marcel
- 1963 - Carl Friedrich von Weizsäcker
- 1962 - Paul Tillich
- 1961 - Sarvepalli Radhakrishnan
- 1960 - Victor Gollancz

### 1950–1959
- 1959 - Theodor Heuss
- 1958 - Karl Jaspers
- 1957 - Thornton Wilder
- 1956 - Reinhold Schneider
- 1955 - Hermann Hesse
- 1954 - Carl Jacob Burckhardt
- 1953 - Martin Buber
- 1952 - Romano Guardini
- 1951 - Albert Schweitzer
- 1950 - Max Tau